# Личностный конструкт
Личностный конструкт — оценочная система, которая используется индивидом для классификации различных объектов его жизненного пространства. Термин, предложенный в психологии личности Дж. Келли, для обозначения когнитивных шаблонов, которые человек «сам создает, а затем пытается подогнать их к тем реалиям, из которых состоит этот мир». Конструкты используются для прогнозирования повторяющихся событий. Конструкт позволяет индивиду не только объяснять чужое поведение, но и проектировать собственное поведение, так как конструкт задает фактическую программу такого поведения.
Личностный конструкт — это идея или мысль, которую человек использует, чтобы осознать или истолковать, объяснить или предсказать свой опыт в терминах схожести и контраста (например, «хороший-плохой»). Личность индивида представляет организованную систему более или менее важных конструктов.
Личностные конструкты можно классифицировать несколькими способами. Например, есть всесторонние конструкты, которые включают в себя относительно широкий спектр явлений, и частные конструкты, включающие в себя небольшой диапазон явлений (то есть имеющие более узкий диапазон возможностей). Есть основные конструкты, которые регулируют основную деятельность человека, и периферические конструкты, которые могут меняться, не изменяя значительно основную структуру. И наконец, некоторые конструкты являются жесткими, то есть дающими неизменный прогноз, а другие — свободными, так как позволяют делать различные прогнозы при сходных условиях.
Личностные конструкты, не несущие для индивида личностный смысл или не вошедшие еще в привычку («периферические конструкты»), легко поддаются изменению. Личностно значимые и давно ставшие привычными («центральные конструкты», по терминологии Дж. Келли) — изменяются медленней и труднее..

## Психотерапевтические аспекты личностного конструктивизма
Для выявления личностных конструктов применяется техника репертуарных решеток. Начало применению техники репертуарных решеток положил Джордж Келли. В последующим данную технику развивали и другие исследователи.
Психологи-терапевты, работающие с техникой репертуарных решеток, стремятся понять каким образом их пациенты индивидуально конструируют события. Для этого терапевты создают ролевые отношения с пациентами (role relationships). Посредством ролевых отношений, достигнув понимания того, как пациенты конструируют события, психолог должен предложить пациентам новые пути конструирования. Поскольку личностные конструкты определяют самосознание человека, таким образом пациенты изменяют понимание самих себя.
Психопатология пациентов объясняется неадекватностью системы личностных конструктов жизненным обстоятельствам и событиям. Психопатология, обусловленная жесткой системой истолкования событий пациентом, с одной стороны позволяет им ориентироваться в событиях и обстоятельствах, но, с другой стороны, они ощущают безысходность и отсутствие возможностей выбора и альтернатив в развитии событий. Это свойственно обсессивно-компульсивному расстройству.